# Maria Poprzęcka

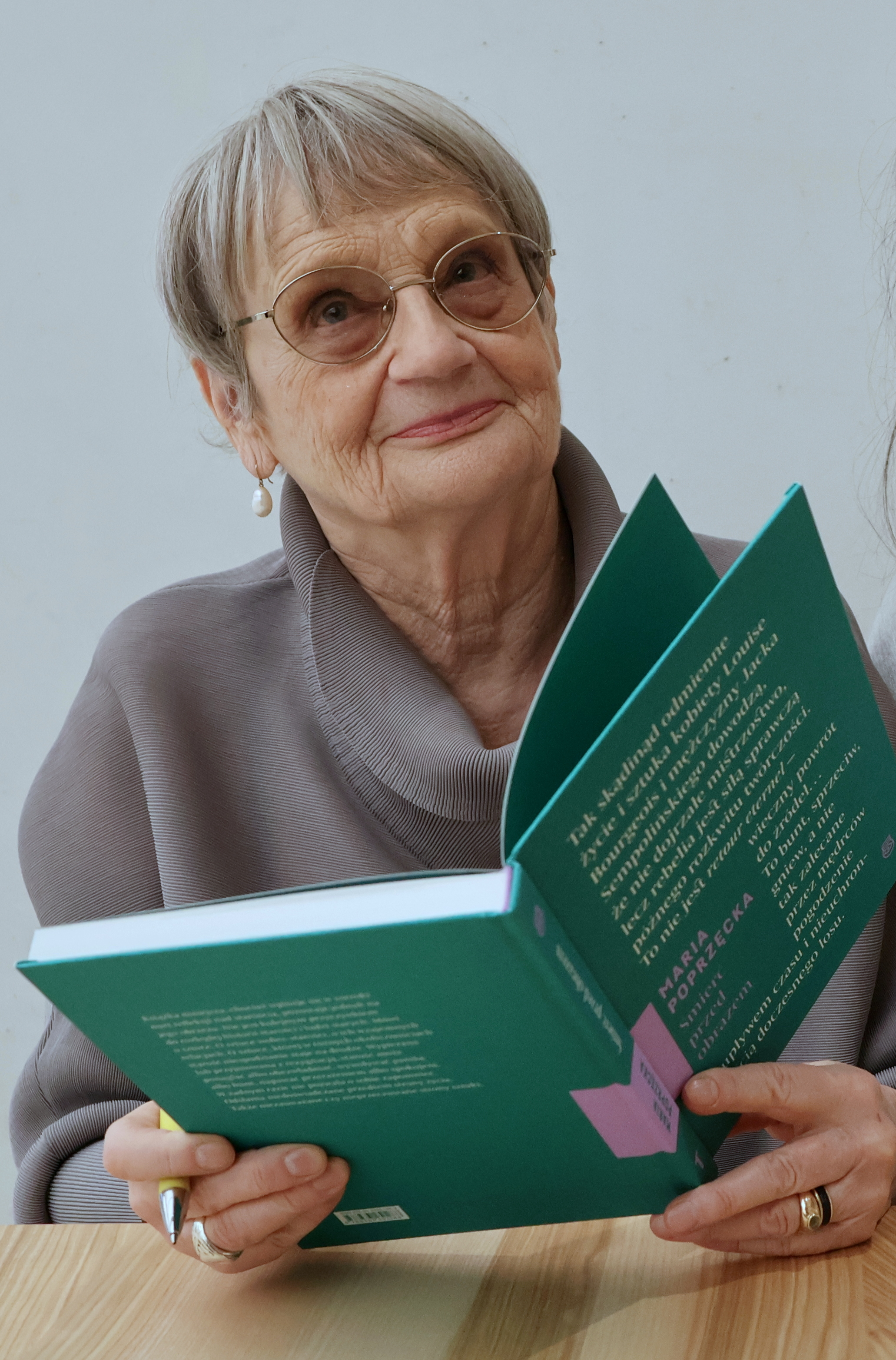
Maria Poprzęcka (2025)

Maria Joanna Poprzęcka (* 20. Oktober 1942 in Warschau) ist eine polnische Kunsthistorikerin und Hochschullehrerin. Sie war bis 2008 langjährige Direktorin des Instituts für Kunstgeschichte der Universität Warschau.

## Wirken
Poprzęcka wurde 1998 Präsidentin der Vereinigung der Kunsthistoriker Polens. Sie ist Mitglied der Polnischen Akademie der Künste und Wissenschaften und der Warschauer Wissenschaftlichen Gesellschaft. Von 2005 bis 2007 war sie Mitglied des Gründungsrates des Museums für Moderne Kunst in Warschau. Bis 2008 leitete sie das Institut für Kunstgeschichte an der Universität Warschau. Sie organisierte Konferenzen in Nieborów. Ihr Hauptinteresse gilt der Malerei sowie der zeitgenössischen Kunst und der des 19. Jahrhunderts in einem kritischen und theoretischen Kontext.
Poprzęcka veröffentlichte von 1972 bis 2012 eine Reihe von Büchern beginnend mit Kuźnia: mit, alegoria, symbol (Schmiede. Mythos, Allegorie, Symbol), über O złej sztuce (Über schlechte Kunst, 1998) und endend mit (Das Fest der Göttinnen. Frauen, Kunst und Leben). Von 2012 bis 2014 war sie Mitglied der Jury des Nike-Literaturpreises (Nagroda literacka Nike).

## Auszeichnungen
- 2003 Ritterkreuz des Ordens von Polonia Restituta
- 2010 Preis des Ministeriums für Kultur und nationales Erbe
- 2012 Gloria-Artis-Medaille für kulturelle Verdienste (Goldstufe für Verdienste im Bereich des Denkmalschutzes)
- 2009 Literaturpreis Gdynia der Sparte Essay für Inne obrazy. Oko, widzenie, sztuka. Od Albertiego do Duchampa (Gdańsk 2008)
- 2014 Ehrenpreis der Kunstkritiker
- 2021 Kazimierz-Wyka-Preis

## Schriften
- Uczta bogiń. Kobiety, sztuka i życie. Warszawa 2012.
- Inne obrazy. Oko, widzenie, sztuka. Od Albertiego do Duchampa. Gdańsk 2008.
- Akt polski. Warszawa 2006.
- Galeria. Sztuka patrzenia, Warszawa 2003
- Kochankowie z masakrą w tle i inne eseje o malarstwie historycznym Warszawa 2004.
- Pochwała malarstwa. Studia z historii i teorii sztuki. Gdańsk 2000.
- O złej sztuce, Warszawa 1998
- Arcydzieła malarstwa polskiego. Warszawa 1997.
- Polskie malarstwo salonowe. Warszawa 1991.
- Czas wyobrażony. O sposobach opowiadania w polskim malarstwie XIX w. Warszawa 1986.
- Akademizm., Warszawa 1977, 3 wyd. rozszerz. 1989
- Teoretycy, artyści, krytycy o sztuce 1700–1870. Warszawa 1974, 2. Auflage 1989.
- Kuźnia: mit, alegoria, symbol, Warszawa 1972.